# Арутюнян, Гамлет Микаелович
Га́млет Микае́лович Арутюня́н (арм. Համլետ  Հարությոնյան, род. 5 октября 1947, Мартуни, НКАО, Азербайджанская ССР) — армянский политический и государственный деятель.
- 1965—1970 — Ереванский государственный университет. Историк. Кандидат исторических наук, доцент.
- 1970—1996 — работал лаборантом, стажером, преподавателем кафедры истории СССР (позднее — истории России) Армянского государственного педагогического института им. Х.Абовяна.
- 1990—1998 — был членом правления, заместителем председателя земляческого союза «Арцах».
- 1997—1999 — советник министра образования и науки Армении.
- 1999—2003 — депутат парламента. Член постоянной комиссии по вопросам науки, образования, культуры и молодежи. Член фракции «Право и единение».
- С 2000 — председатель земляческого союза «Арцах».
- 2003—2007 — депутат парламента. Член постоянной комиссии по внешним сношениям. Член «РПА».
- 12 мая 2007 — избран депутатом парламента. Член постоянной комиссии по вопросам науки, образования, культуры, молодёжи и спорта. Член «РПА».